# Zaleptus marmoratus
Zaleptus marmoratus is een hooiwagen uit de familie Sclerosomatidae.